# Omar Bogle
Omar Bogle (ur. 26 lipca 1993 w Sandwell) – angielski piłkarz występujący na pozycji pomocnika w Portsmouth F.C.